# Christian Ludwig Göckel
Christian Ludwig Göckel (* 31. Dezember 1662 in Gräfentonna; † 23. August 1736 in Nürnberg) war ein deutscher Arzt, Dekan des ärztlichen Collegiums in Nürnberg und Mitglied der Gelehrtenakademie „Leopoldina“.

## Leben
Christian Ludwig Göckel war der Sohn von Veit Ludwig Göckel und Anna Margaretha Göckel. Der Vater war Justiz- und Konsistorialrat in Gotha. Christian Ludwig Göckel war Schüler in Gotha und Student der Medizin in Jena. Hier promovierte er im Jahr 1685 zum Doktor der Medizin. Er wurde Physikus in Hersbruck und im Jahr 1687 in Nürnberg. Dort wurde er auch Dekan des ärztlichen Kollegiums. Zuletzt war er Geheimer Rat und Leibarzt verschiedener kaiserlicher Fürsten.
Einer der Söhne, Christoph Ludwig Göckel, wurde später ebenfalls Arzt. Die Tochter Susanna Dorothea heiratete Wilhelm Heinrich Schwalb und wurde Hausfrau. Der jüngste Sohn war August Göckel.
Am 4. Mai 1696 wurde Christian Ludwig Göckel mit dem Beinamen Alexippus als Mitglied (Matrikel-Nr. 221) in die Sacri Romani Imperii Academia Caesareo-Leopoldina Naturae Curiosorum aufgenommen.

## Werke
- Wedel, Georg Wolfgang und Göckel, Christian Ludwig: Dissertatio Medica De Convulsione, Ad Praxin Clinicam Accommodata, 1683. (Digitalisat ).
- Wedel, Georg Wolfgang und Göckel, Christian Ludwig: Disputatio Inauguralis Medica, De Hydrope 1685. (Digitalisat ).
- Göckel, Christian Ludwig: Brief an Johann Georg Volkamer, 1713.

## Tod und Trauer
- Göckel, August: Gerechte Wehmuth, Womit Als S.T. Der Wohlgebohrne Herr, Christian Ludwig Göckel, Zerschiedener des H. Röm. Reichs Fürsten Geheimder Rath ... am 23. Augusti 1736 in Jesu entschlaffen ... Den unersetzlichen Verlust ... beweinet Des Wohlseelig-Verschiedenen Jüngster Sohn, August Göckel ... nebst seiner Familie, 1736. (Digitalisat).